# Фуде
Фуде́ (фр. Fouday) — коммуна на северо-востоке Франции в регионе Гранд-Эст (бывший Эльзас — Шампань — Арденны — Лотарингия), департамент Нижний Рейн, округ Мольсем, кантон Мюциг. До марта 2015 года коммуна административно входила в состав упразднённого кантона Ширмек (округ Мольсем).
Площадь коммуны — 2,05 км², население — 340 человек (2006) с тенденцией к росту: 352 человек (2013), плотность населения — 171,7 чел/км².

## Население
Население коммуны в 2011 году составляло 365 человек, в 2012 году — 358 человек, а в 2013-м — 352 человек.
| 1962 | 1968 | 1975 | 1982 | 1990 | 1999 | 2006 | 2008 | 2011 | 2012 | 2013 |
| ---- | ---- | ---- | ---- | ---- | ---- | ---- | ---- | ---- | ---- | ---- |
| 236  | 233  | —    | —    | —    | 303  | 340  | 350  | 365  | 358  | 352  |

Динамика населения:

## Экономика
В 2010 году из 248 человек трудоспособного возраста (от 15 до 64 лет) 176 были экономически активными, 72 — неактивными (показатель активности 71,0 %, в 1999 году — 73,5 %). Из 176 активных трудоспособных жителей работал 161 человек (85 мужчин и 76 женщин), 15 числились безработными (четверо мужчин и 11 женщин). Среди 72 трудоспособных неактивных граждан 21 были учениками либо студентами, 29 — пенсионерами, а ещё 22 — были неактивны в силу других причин.
На протяжении 2010 года в коммуне числилось 147 облагаемых налогом домохозяйств, в которых проживало 334,5 человек. При этом медиана доходов составила 17 тысяч 928 евро на одного налогоплательщика.

## Достопримечательности (фотогалерея)

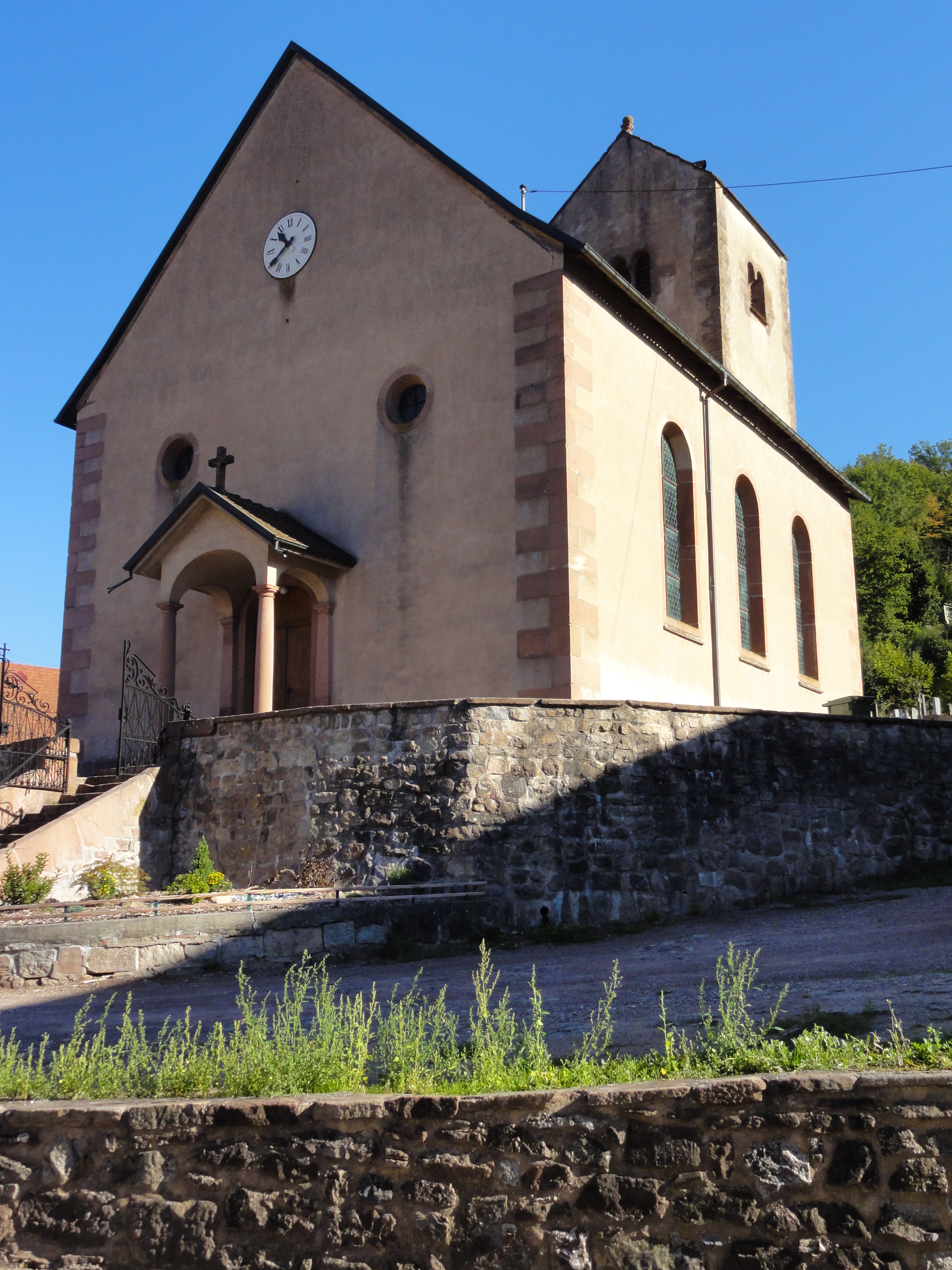
Протестантская церковь
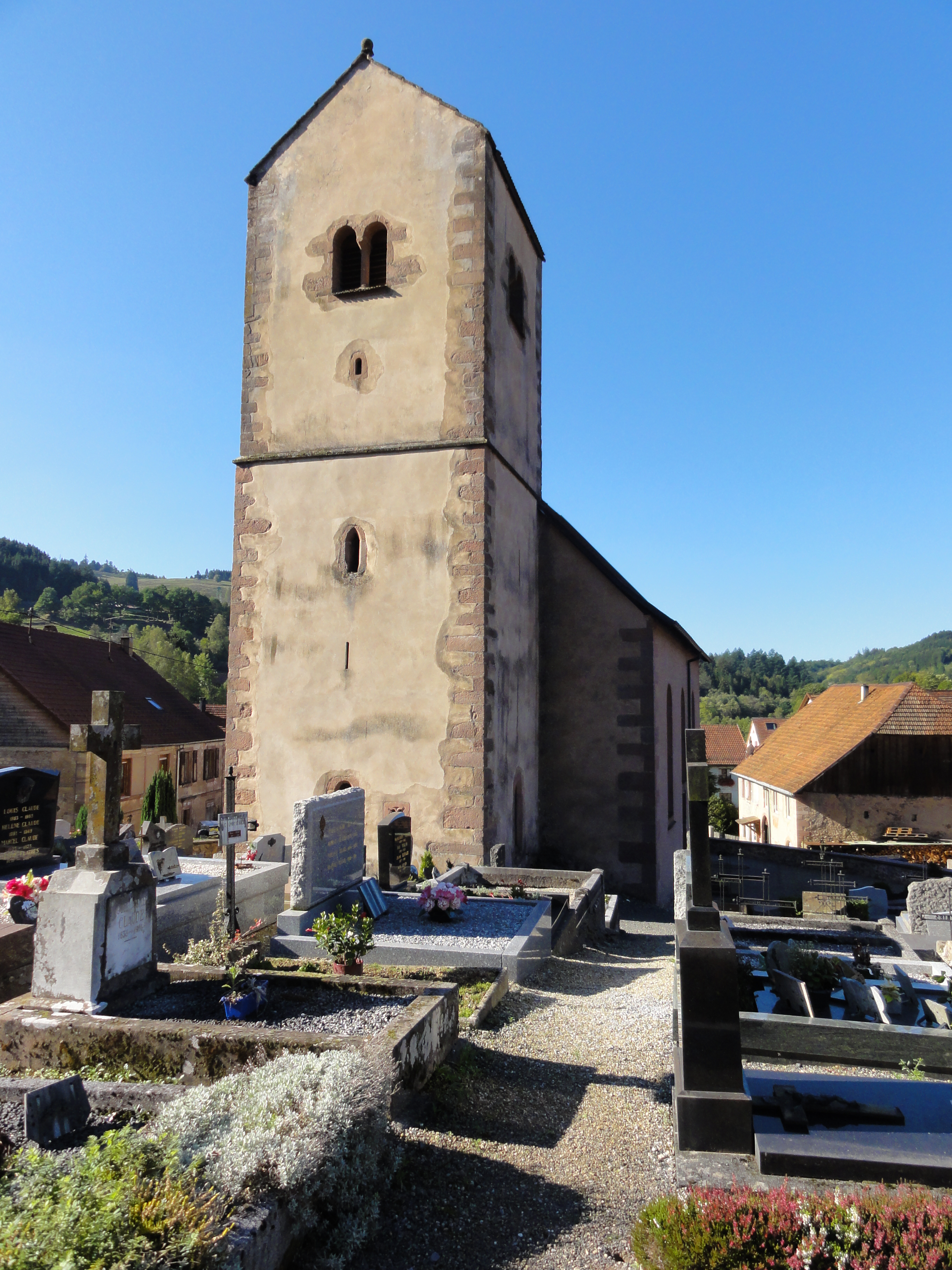
Колокольня
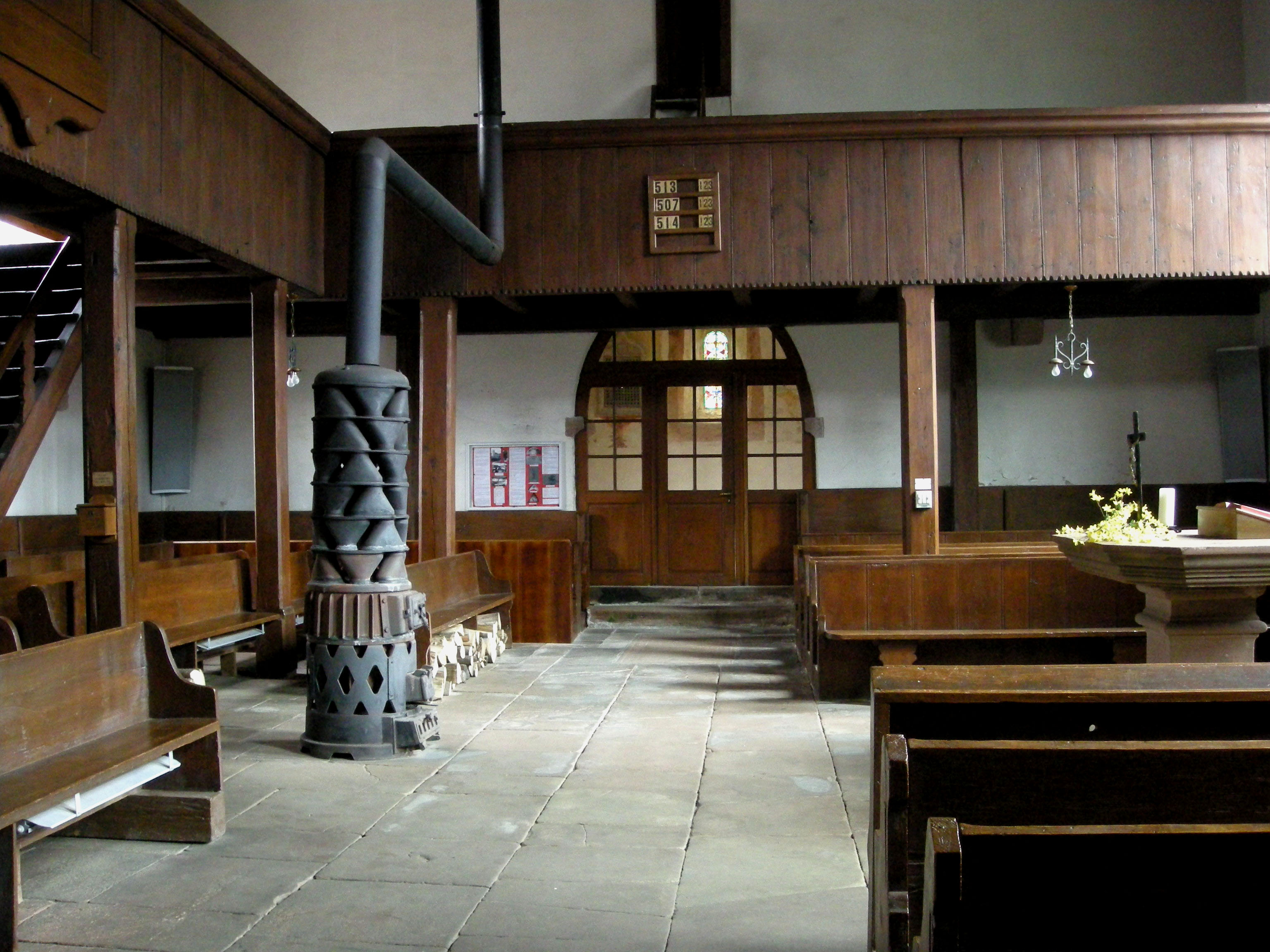
Интерьер
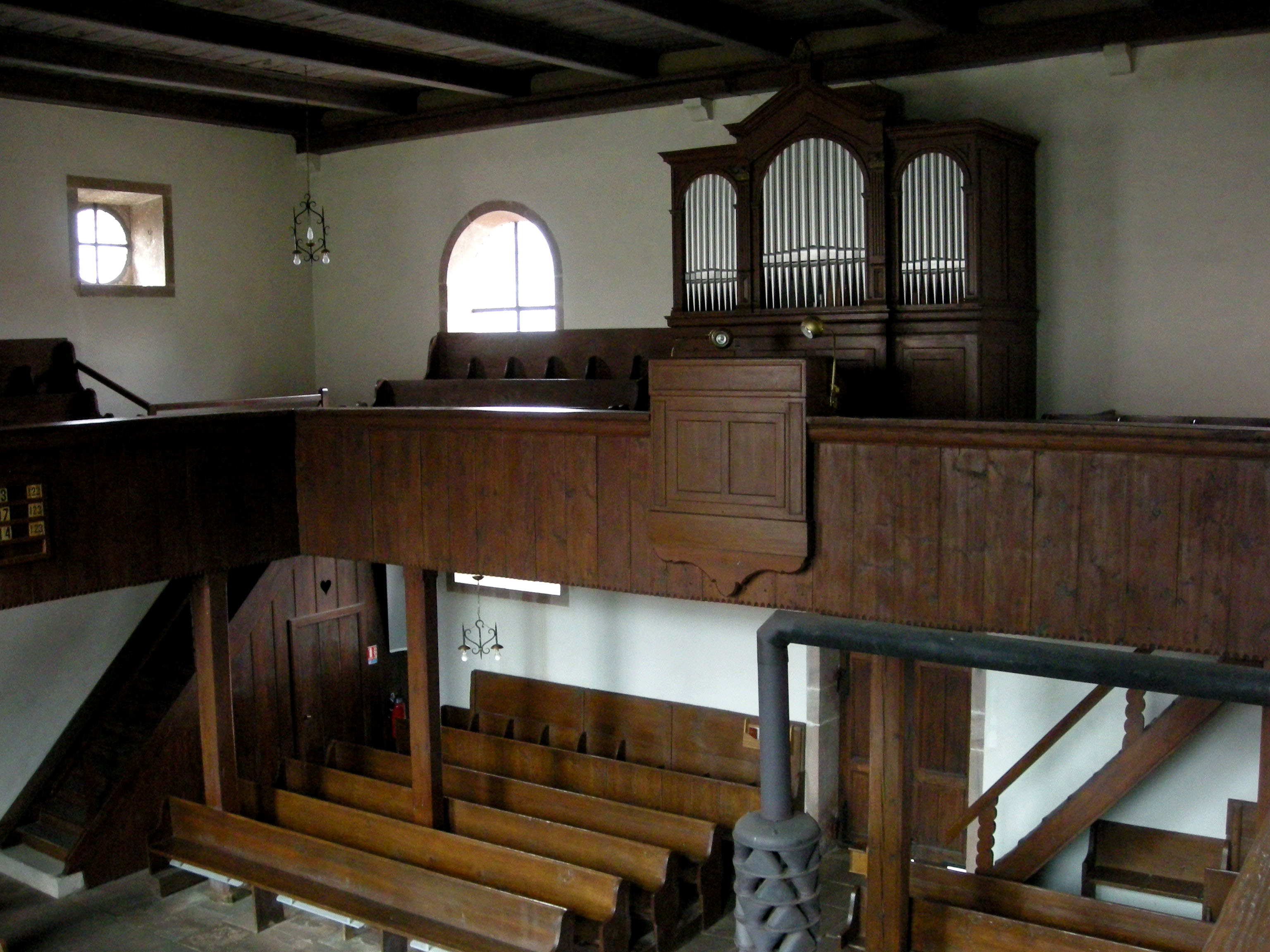
Орган
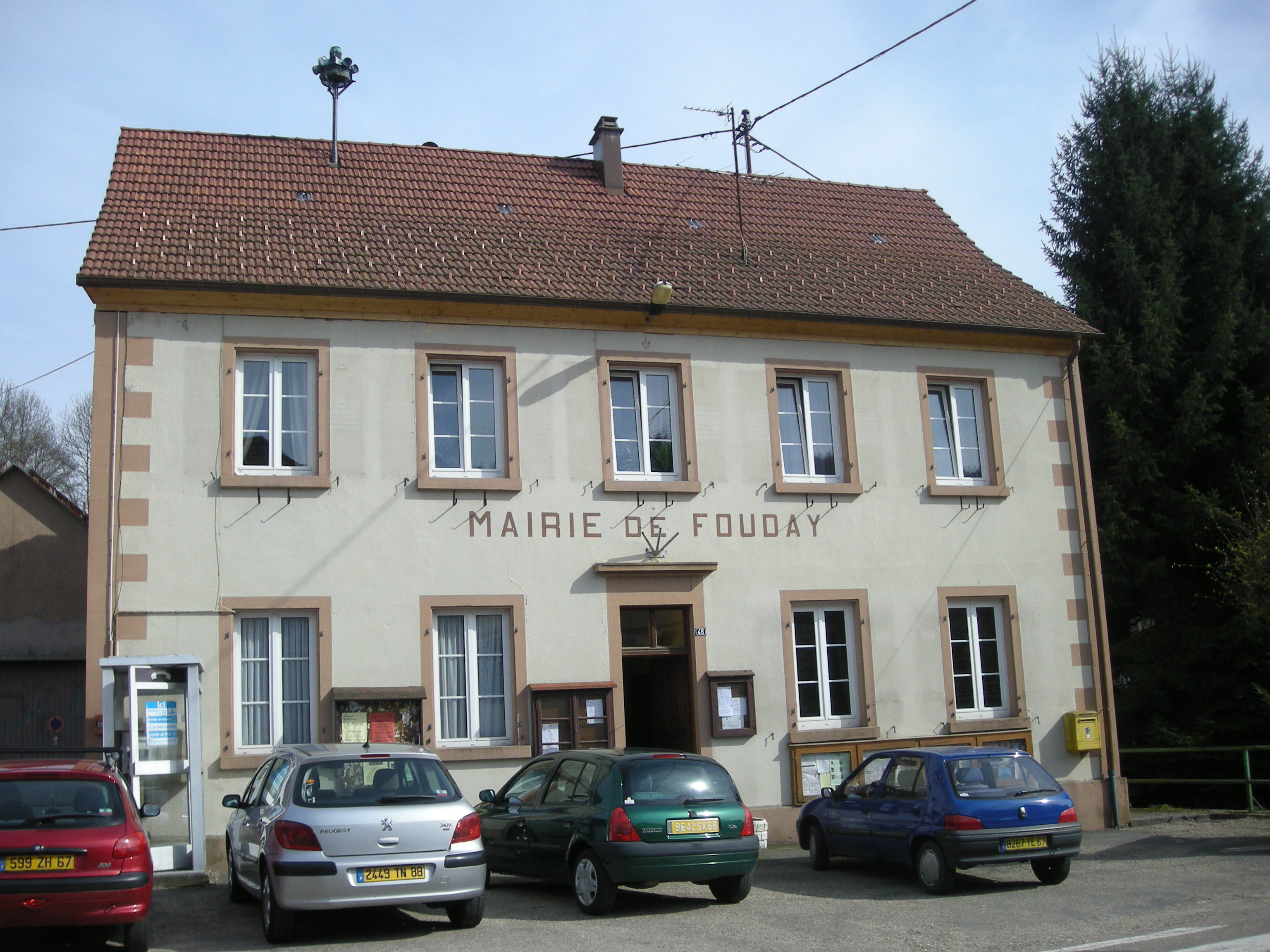
Здание мэрии
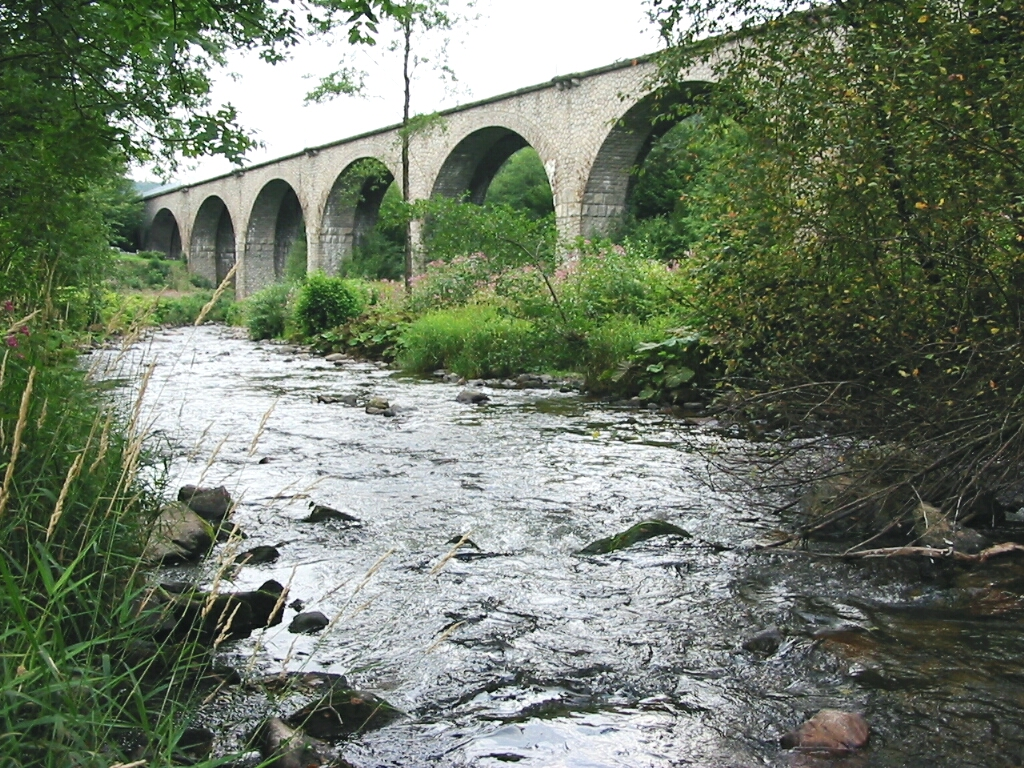
Виадук